# IM Lupi
IM Lupi (IM Lup / HIP 78053 / SZ 82) es una estrella variable en la constelación de Lupus, visualmente situada a 9,5 minutos de arco de RU Lupi y a 54 minutos de arco de la brillante η Lupi. Muy tenue para ser observada a simple vista (magnitud aparente +12,14), se encuentra a una incierta distancia de 620 años luz del sistema solar. En 2008 la Cámara Planetaria y de Gran Angular 2 a bordo del telescopio espacial Hubble detectó la presencia de un disco circunestelar alrededor de esta estrella.
IM Lupi es una joven estrella T Tauri de tipo espectral M0 catalogada como variable Orión. Es una estrella pre-secuencia principal con una edad estimada entre 100.000 y 10 millones de años (compárese con la edad del Sol que es de 4600 millones de años). Sus parámetros físicos aproximados son 3900 K de temperatura, un radio 3 veces más grande que el del Sol y una luminosidad 1,9 veces mayor que la luminosidad solar. Los modelos de evolución estelar correspondientes contemplan una masa equiparable a la masa solar.
Aunque las observaciones del satélite Hipparcos sugirieron la presencia de una compañera cercana a 0,4 segundos de arco, posteriores estudios parecen desmentir su existencia.

## Disco circunestelar
El disco que rodea a IM Lupi se extiende desde un radio interior de menos de 0,4 UA —compatible con el radio de sublimación del polvo—, hasta las 400 UA. En el centro del plano del disco los granos de polvo han crecido hasta un tamaño de unos pocos milímetros.
Se piensa que el disco circunestelar probablemente ha entrado en las primeras fases de formación planetaria: existen granos de polvo de un tamaño varios órdenes de magnitud mayor que el de los granos interestelares sobre los que se está asentando polvo, al menos en la parte central del disco.
Aunque existen signos de granos cristalinos, el grado global de cristalización es bajo (< 10%).